# Литературный Ленинград
«Литературный Ленинград» — еженедельная газета, орган Ленинградского отделения Союза советских писателей. Выходила в 1933—1937 годах.
В первоначальную редколлегию входили А. Н. Толстой, Д. Шостакович, Н. Тихонов, Е. Корчагина-Александровская, М. Манизер, Н. Никитин, М. Слонимский и другие.
Газета избегала публицистических тем, сосредотачиваясь на вопросах творчества. Член редколлегии М. Чумандрин заявлял: «„Литературный Ленинград“ должен стать газетой-клубом, объединяющим вокруг себя широкую литературную общественность».
Ответственные редакторы:
- 1933—1935 В. Н. Ральцевич
- 1935—1937 Е. С. Добин

Секретарём редакции работала Ольга Берггольц.